# Micrathetis dasarada
Micrathetis dasarada är en fjärilsart som beskrevs av Druce 1898. Micrathetis dasarada ingår i släktet Micrathetis och familjen nattflyn. Inga underarter finns listade i Catalogue of Life.